# SC Classic

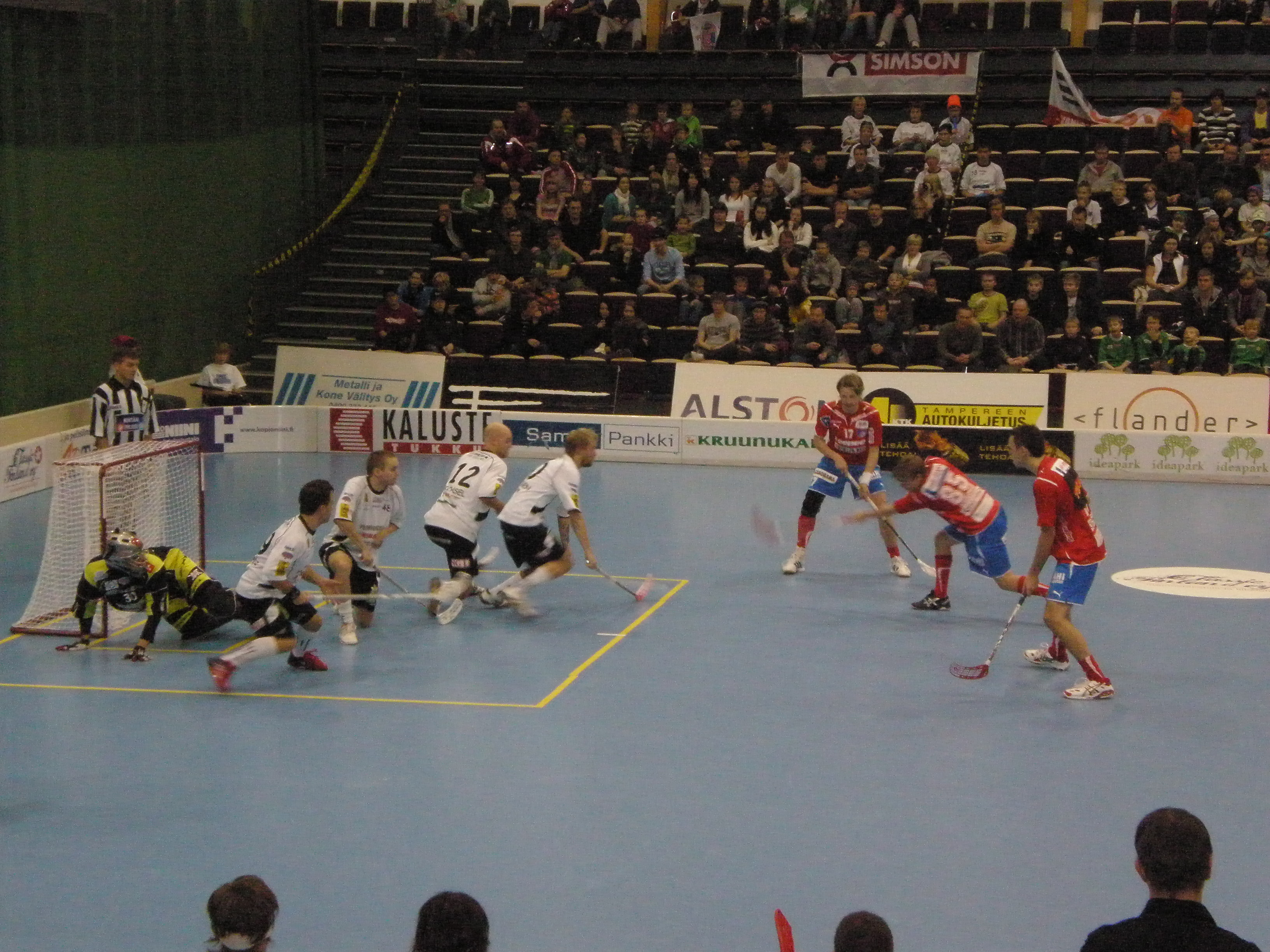
Classic (weiß) vs. SPV (rot) in der Tampere-Arena.

Salibandy Club Classic (abgekürzt SC Classic oder auch nur Classic) ist ein finnischer Floorballverein aus Tampere. Der Verein wurde 1990 gegründet und trägt seine Heimspiele in der Metro Auto Areena aus, die gut 3000 Zuschauern Platz bietet.

## Erfolge
2004 konnte man mit dem Pokalsieg den größten Sieg der Vereinsgeschichte feiern, als man Josba im Finale mit 5:4 nach Verlängerung schlug. In der Saison 2006/2007 zog der Verein zum ersten Mal ins Meisterschaftsfinale (Best-of-Five) ein, verlor im Finale jedoch gegen SSV Helsinki klar mit 0:3 (2:5; 4:7; 1:9).
2016 bis 2022 wurde die Meisterschaft gewonnen. 2020 stand der Verein auf Platz eins der Hauptrunde, ehe die Saison aufgrund der Corona-Pandemie ohne Meister abgebrochen wurde.